# Igreja de São Francisco Xavier (Niterói)
A Igreja de São Francisco Xavier, situada no município Brasileiro de Niterói, assim como as primeiras edificações brasileiras, encontra-se localizada na região litorânea. Esse fato é decorrente das estratégias do processo colonizador, favorecendo, assim, o domínio da metrópole, facilitado através da ação sistemática de missionários, sobretudo os da ordem religiosa Companhia de Jesus – que enviou seus primeiros jesuítas, com objetivo principal de catequizar os índios, no ano de 1549, com o governador Tomé de Souza.

## Aspectos históricos
Apesar de não ser possível precisar sua data de construção, pode-se determinar que foi construída entre 1622 e 1696. O projeto da igreja teve autoria atribuída ao jesuíta Lourenço Gonçalves, pelas questões estéticas e construtivas similares a outras construções do jesuíta, e pelo fato do mesmo, durante esse período, estar residindo nas terras da Guanabara.
A edificação da pequena igreja se deu nas terras que ficavam entre a Pedra do Morcego e o morro do Cavalão, constituindo a Fazenda do Saco, terra de propriedade inicial do francês Martin Paris, que a recebeu no ano de 1565 por ter prestado serviços à Coroa portuguesa. Em 1659, foi vendida pelos herdeiros de Martin Paris, para Matheus Antunes. Posteriormente, foi vendida aos padres da Companhia de Jesus.
No ano de 1730, uma parte do terreno da Fazenda do Saco é desmembrada, formando a Fazenda de Jurujuba (essa partição fica estipulada pelo marco de pedra). Após a expulsão dos jesuítas por Marques de Pombal, em 1759, com o confisco e venda de seus respectivos bens através de leilões públicos, a Fazenda do Saco é vendida, passando pela posse de diferentes proprietários, como Raimundo José de Menezes Fróes (o Major Froes).
A partir de 1869 a fazenda é desapropriada pela Coroa, sendo vendida ao Governo da Província do Rio de Janeiro. Em 1891 todo o terreno é passado para a Mitra de Niterói, e no ano seguinte, para a Diocese.
Após a proclamação da República, o governador do Rio de Janeiro transfere a posse do terreno à Igreja, pertencendo à Paróquia de Nossa Senhora da Conceição de Jurujuba. Até, em 1929, ser entregue à Congregação de Dom Orieone.
A construção da igreja, situada no cume do outeiro, na Fazenda do Saco, foi uma forma de homenagear o jesuíta São Francisco Xavier – falecido em 1552 e canonizado pelo Papa Gregório XV em 1621.

## Características estilísticas
A igreja possui fachada simplificada em cor branca, contendo uma pequena cruz e uma torre sineira, seguindo o padrão jesuíta das construções religiosas, com uma nave, púlpito lateral e capela-mor ao fundo.
De acordo com a análise técnica realizada por Francisco Albuquerque, pertencente à documentação do IPHAN, as fachadas são simétricas (em planta e em elevação), exceto a fachada principal, a qual apresenta a torre sineira levemente deslocada para a esquerda, entre o corpo da nave e o claustro. A planta é praticamente quadrada, apresentando partido generalizado, característica própria das igrejas desse período.
O conjunto arquitetônico é horizontal, com frontão reto; as vergas das janelas e porta são em pedra e retas. A área próxima à capela possui o piso com revestimento de lajotas de barro, medindo, aproximadamente, 0,31x0,31m.
A técnica construtiva da igreja foi em alvenaria de pedra e cal. Essa é uma técnica que permite uma construção durável, com materiais mais resistentes, que suportam as intempéries de um clima quente e úmido. A cobertura é formada por telhas-canal portuguesas e o beiral com beiras-seveiras de uma até duas camadas de telhas.
Na parte interna, a capela-mor é separada da nave por arco-cruzeiro, com a sacristia adjacente ao altar-mor, e o corredor lateral à nave – com acesso para a sacristia e coro, localizado acima da entrada principal da igreja –, características das igrejas jesuítas desse período. A capela-mor possui um altar de madeira, simples, com uma pintura decorativa.

## Os bens integrados
Localizado na sacristia, está o armário embutido de jacarandá, encimado por frontão triangular e dois vértices em voluta, datado de 1696, e com a marca jesuíta IHS.
Tem o púlpito de madeira, com guarda-corpo de grades, de mesmo modelo do guarda-corpo que separa a nave do altar-mor. No altar-mor, encontra-se a imagem de São Francisco Xavier – imagem esculpida em madeira e com aplicação de ouro laminado – e a pintura decorativa sobre madeira.
A ermida possui ainda uma pia bastimal – em cerâmica, esculpida pelos índios – e uma pintura que apesar de não possuir informações a respeito, pode-se constatar uma cena missionária, de um padre jesuíta catequizando os índios.
Esculpidos nas paredes externas, estão dois relógios de Sol, também com a insígnia da Companhia de Jesus. Por fim, na subida do outeiro, está o marco de pedra da medição da sesmaria dos jesuítas, feita pelo ouvidor Manoel da Costa Mimoso, marco fincado em 1730.

## Restauração e obras de manutenção para a conservação
Ao longo dos anos a Igreja foi sofrendo muitas obras e alterações, comprometendo, dessa forma, suas características originais. Essas modificações foram mais expressivas, sobretudo, durante o século XIX, quando a Fazenda do Saco esteve na posse da família Froes. Nesse período, a fachada foi totalmente alterada, transformando-se numa fachada neoclássica.
A restauração foi a medida necessária para remover todos os acréscimos feitos e retornar com as características originais, permitindo, assim, que esse conjunto (composto pela construção arquitetônica – igreja e residência do padre –, marco dos jesuítas e outeiro) fosse inscrito no Livro de Tombo, passando a constituir o patrimônio cultural brasileiro e, com isso, estar protegido por leis federais.
O restauro foi patrocinado pelo Museu Histórico Nacional, com supervisão de Lúcio Costa, no ano de 1937. As obras realizadas, retornando com a simplicidade característica das construções coloniais jesuítas foram: na torre sineira, que volta a ter a forma quadrangular; substituição de portais e vergas de madeira por pedra; abertura de portas.
Porém, em 1961 e 1971, a igreja necessitou passar por obras de manutenção. Teve, também, a elaboração de anteprojeto para novas instalações. E no final dos anos 70, ocorreu a construção dos banheiros nas alas laterais e obras para que as instalações elétricas não ficassem mais visíveis.
Havia uma gruta ao lado de fora, de Nossa Senhora da Conceição, construída em 1914, que era a única parte moderna da igreja, porém foi demolida em 1982, ano que o outeiro sofreu intervenções paisagísticas.
Em 1984 muitos problemas referentes à manutenção foram notificados ao IPHAN, que foram resolvidos em 1992, ano que a igreja passou por uma nova restauração, obedecendo ao projeto do arquiteto José Antônio de Araújo e sendo supervisionada por Mauro Pazzini, pertencente ao IPHAN. Foram feitas obras estruturais, no telhado e na parte elétrica, além da remoção de outras alterações que não foram removidas no primeiro restauro. Essa restauração contemplou, além da parte arquitetônica, a imagem de São Francisco Xavier e a pintura decorativa do altar-mor. A última obra sofrida na igreja foi em 2010, quando foi colocado, sob o telhado, uma manta de impermeabilização.

## Tombamento
O processo de tombamento consta no processo nº 162-T38, inscrição nº 73 no Livro de Belas-Artes, folha 14, com datação de 20 de maio de 1938. No livro de tombo, consta como data de construção o ano de 1572, tendo como fundador José de Anchieta, com a ajuda dos índios aliados de Araribóia. A pesquisa histórica foi coordenada por Maria Elisa Carrazzoni, conforme documentação do IPHAN, porém apresenta informações errôneas quanto à autoria e datação, como cita Gilberto Emílio Chaudon, do Instituto Histórico de Niterói, em 1980.
Uma das características que ratifica que a construção foi bem posterior à morte de Anchieta (1596), afirmada por Gilberto Chaudon, é pelo fato de ser uma homenagem a São Francisco Xavier, uma vez que o santo foi canonizado em 1622. O Monsenhor Antonio Macedo, na matéria publicada no Jornal Fluminense, em 24 de outubro de 1974, também fala que a igreja foi construída depois de 1622.
Pelos aspectos históricos e arquitetônicos, de vital importância para a preservação da memória, e por ser um exímio exemplo da arquitetura colonial, realizada pelos jesuítas, foi crucial seu tombamento (medida importante para garantir sua preservação e impedir qualquer tipo de alteração dos aspectos originais). O tombamento ocorreu logo após a restauração, no ano de 1937, realizada pelo DPHAN (hoje em dia IPHAN). Nesse processo, foi tombado não apenas a construção em si, como também todo o outeiro.